# Reino de Powys
El reino de Powys emergió durante la Edad Media, después de la retirada romana de Britania. Basada en la tribu de los Ordovicos en el oeste y los Cornovios al este, sus fronteras originales se extendían desde los montes Cámbricos en el oeste hasta la moderna región de West Midlands en el este. Poseía las fértiles riberas de los valles del Severn y del Tern, región que es nombrada en la literatura galesa posterior como el paraíso de Powys. El nombre deriva del latín pagus, que significa campo, aunque también tiene connotaciones de pagano, pues tardó en cristianizarse. Esta región formaba parte de una provincia del Imperio romano, con capital en Viroconium Cornoviorum (el moderno Wroxeter), la cuarta mayor ciudad romana en Britania. Abarcaba, más o menos, el territorio del actual condado de Powys.

## La Edad Media
Durante la Alta Edad Media, Powys fue gobernada por la dinastía Gwerthernion, descendientes de Vortigern y la princesa Sevira, hija de Magnus Maximus. La arqueología ha demostrado que, inusualmente para la época, Viroconium Cornoviorum sobrevivió como núcleo urbano hasta bien entrado el siglo VI, y bien pudiera haber sido la capital del reino. Nennius parece identificar el lugar como Caer Guricon. En los siglos siguientes, la frontera este de Powys se fue poblando de anglos procedentes del reino de Mercia. Fue un proceso gradual, y el control de West Midlands no se completó hasta el s. VIII.
Las comunidades galesas fueron devastadas por una gran plaga procedente de Egipto en 549. Las ciudades y el campo acabaron despoblados por igual. Sin embargo, los ingleses se vieron menos afectados por esta plaga porque apenas tenían contactos comerciales con el continente en aquella época. Debido al menguante poder humano y a la creciente usurpación territorial por parte de los anglos, el rey Brochwel Ysgithrog cambió la corte de Caer Guricon a la más defendible Pengwern (Sherwsbury).
En 616, el ejército de Æthelfrith de Northumbria se enfrentó a los galeses de Powys. El rival del monarca de Northumbria, Edwin de Deira, vivía en aquella época exiliado en Gwynedd. Se cree que Æthelfrith intentaba capturarle, pero el rey de Powys, Selyf Sarffgadau, le denegó el paso por su reino. Viendo una oportunidad de ampliar su reino entre el Norte de Gales y Rheged, Æthelfrith invadió el norte de Powys, forzó una batalla cerca de Chester y venció a Selyf y a sus aliados. Beda nos cuenta que al principio de la batalla el pagano Æthelfrith mató a 1200 monjes del monasterio de Balor-Is-Coed (Balor bajo el bosque) porque, como dijo, «luchan contra nosotros con sus rezos». Selyf murió en la batalla, siendo el primer rey de Powys en ser enterrado en Meifod, localidad refundada por su hermano San Tysilio. En el siglo VII la Iglesia galesa aún era independiente de Roma, y Tysilio fue su obispo, con gran influencia en todos los acontecimientos del país. A este pueblo, que se convirtió en el mausoleo de la dinastía, también se le llama Eglwys Tysilio.
Si el rey Cynddylan de Pengwern procediese de la familia real de Powys (cosa que parece dudosa), entonces también hubiera habido fuerzas de Powys en la batalla de Maes Cogwy. A consecuencia de esta batalla, Pengwern fue saqueado, su familia real asesinada y gran parte del territorio anexionado a Mercia y Powys. Estos sucesos se rememoraron en los poemas galeses como la desolación de la princesa Heledd ([Canu Heledd]Canu Heledd en español) al conocer la muerte de su hermano Marwnad Cynddylan.
Powys vivió cierto resurgimiento con sucesivas campañas victoriosas frente a Inglaterra en 655, 705-707 y 722. La corte fue trasladada al castillo de Mathrafal (717), posiblemente por el rey Elisedd ap Gwylog. Los éxitos de Elisedd condujeron al rey Ethebaldo de Mercia a construir el Muro de Wat, que tal vez se hizo con el propio acuerdo de Elisedd. Sin embargo, por esa frontera norte, desde el valle del Severn hasta el estuario del Dee, la ciudad de Croesoswallt (Oswestry) acabó siendo para Powys. El rey Offa de Mercia continuó esta obra al construir la Muralla de Offa. Este nuevo límite movió Oswestry de nuevo al lado inglés de la frontera, y Offa atacó a Powys en Hereford en 760, 778, 784 y 796. La frontera permaneció en la Muralla de Offa hasta el siglo XII, cuando los galeses recuperaron el territorio entre los ríos Dee y Conwy, territorio conocido entonces como Perfeddwad.

## Rhodri, Hywel y Gruffydd
Powys fue unida a Gwynedd cuando el rey Merfyn Frynch de Gwynedd se casó con la princesa Nest, la hermana del rey Cyngen de Powys, último representante de la dinastía Gwertherion. Con la muerte de Cyngen en 855, Rhodri el Grande se convirtió en rey de Powys, habiendo heredado Gwynedd el año anterior. Esto formó las bases para las continuas demandas de Gwynedd sobre Powys los siguientes 443 años.
Rhodri el Grande gobernó completamente sobre todo el actual Gales hasta su muerte en 877. Sus hijos crearon sus propias dinastías: Merfyn heredó Powys, mientras que sus hermanos Anarawd ap Rhodri y Cadell crearon la dinastía Aberffraw, en Gwynedd y la dinastía Dinefwr, respectivamente.
En 942 Hywel ap Cadell de Deheubarth (nieto de Rhodri a través de su hijo Cadell) heredó Gwynedd por la muerte de su primo Idwal Foel. Al mismo tiempo tomó Powys, de Llywelyn ap Merfyn, y arregló el matrimonio entre los hijos de ambos. Hywel fundó Deheubarth en 920 aparte de la herencia materna y paterna, y mantuvo relaciones muy próximas con Athelstan de Inglaterra, visitando frecuentemente su corte. Hywel estudió el sistema legal inglés y reformó las leyes galesas. Peregrinó a Roma y, cuando volvió en 928, se trajo consigo una colección de leyes que fueron bendecidas por el Papa. Influenciado por los ingleses, Hywel fue el primero en acuñar moneda propia en Gales, con ceca en Chester. En 945 celebró una asamblea en Whitland para escriturar las leyes, con la ayuda del célebre clérigo Blefywryd. Por estos trabajos le dieron el nombre del Bueno (Hywel Dda en galés), y su reino destacó como inusualmente pacífico. Tras su muerte Gwynedd regresó a la dinastía Aberffraw. Sin embargo, Powys y Deheubarth fueron divididos entre sus hijos.
Maredudd ab Owain reconstruyó el reino de su abuelo Hywel el Bueno. Era rey de Deheubarth y Powys cuando en 986 se hizo con Gwynedd. Combatió la usurpación inglesa en Powys y las crecientes invasiones vikingas en Gwynedd. Es recordado por haber pagado a los vikingos un penique por cada rehén capturado, una gran suma en aquella época. Con la muerte de Maredudd (999), Powys pasó a su nieto Llywelyn ap Seisyll, hijo de Anghared, la hija mayor de Maredudd (con el primer esposo de esta, Seisyll ap Owian), mientras que Deheubarth fue repartido entre sus hijos. Gwynedd temporalmente retornó a la dinastía de los Aberffraw. En la siguiente centuria perdieron importancia las principales familias nobles, debido a que las incursiones vikingas y el incesante estado de guerra permitieron a los usurpadores derrocar a los Aberffraw y los Dinefwr, que no se recuperaron hasta finalizar el siglo.
Gruffyd, el hijo de Llywelyn, uniría todo Gales bajo su reinado, desplazando a sus primos en Deheubarth y aumentando sus aliados políticos en Inglaterra. Tras la muerte de Gruffydd, Deheubarth tuvo varios gobernantes hasta que la dinastía Dinefwr retornó al poder en 1063, en la persona de Maredudd ab Owain ab Edwin.

## Casa de Mathrafal
Con el segundo esposo de la princesa Anghared (la hija de Maredudd ab Owain de Deheubarth y Powis), Cynfyn ap Gwerstan, se fundó la dinastía de los Mathrafal. La dinastía toma su nombre del histórico castillo de Mathrafal. Bleddyn ap Cynfyn, hijo de Anghared, heredó Powys a la muerte de su medio hermano Gruffydd ap Llywelyn (1063), producto del primer matrimonio de su madre. Bleddyn (lobo en galés) se aseguró Gwynedd ese mismo año tras una batalla que le enfrentó a un pretendiente de los Aberffraw, Cynan ap Iago. Al año siguiente Eduardo el Confesor, rey de Inglaterra, respaldó a Bleddyn en el trono. Bleddyn es recordado por reformar las leyes de Hywel Dda.
Bleddyn y su hermano Rhiwallon lucharon junto a los anglosajones contra los conquistadores normandos. En 1067 se aliaron al rey Edric el Salvaje de Mercia para repeler el ataque normando a Hereford. Y en 1068 con los condes Edwin de Mercia y Morcar de Northumbría en otro ataque normando. En 1070, Bleddyn derrotó a sus medio sobrinos, los hijos de Gruffydd ap Llywelyn, en la batalla de Mechain en el intento de ellos por tomar Gwynedd. Bleddyn murió en 1075, en el transcurso de una campaña en Deheubarth contra Rhys ab Owain. Con la muerte de Bleddyn, Gwynedd pasó a su primo Trehaearn ap Caradog, que murió en 1081 en la batalla de Mynydd Carn, tras lo que el reino recayó de nuevo en la dinastía de los Aberffraw, con Gruffydd ap Cynan. Powys fue dividida entre los hijos de Bleddyn: Iorwerth, Cadwgan y Maredudd.
Después de que Guillermo de Normandía se asegurase Inglaterra, dejó que los barones normandos crearan en Gales sus señoríos. Así se creó la Marca Galesa a lo largo de la frontera entre Inglaterra y Gales. En 1086 el normando Roger II de Montgomery, conde de Shewsbury, finalizó la construcción de un castillo en el vado de Rhydwhiman sobre el Severn, el castillo de Montgomery. Tras Montgomery otros normandos reclamaron los cantrefi de Ial, Cynllaith, Edernion y Nanheudwy. Desde allí tomaron Arwstle, Ceri y Cedwain. Además de la totalidad de Powys, gran parte de Gales estaba en manos normandas al finalizar 1090. Los tres hijos de Bleddyn ap Cynfyn endurecieron la resistencia y su pretensión de recuperar Powys, y en 1096 ya habían recuperado la mayor parte de Powys, incluyendo el castillo de Montgomery. Roger Montgomery se rebeló contra el rey Guillermo II de Inglaterra y sus tierras fueron confiscadas (1102) y entregadas a Payne Fitzjohn, quien incitó a Felipe de Brose a atacar Builth, y a Hugh Mortimer a atacar Elfael y Maelienydd. En los siglos XII y XIII la Casa de Mathrafal luchó por mantener sus tierras en Powys frente a los barones de la Marca y un resurgente Gwynedd. En 1160 el reino cayó víctima de la ley galesa de sucesión y fue dividido en los principados del norte y el sur. Divididos eran más débiles aún, y mientras que el reino del norte, Powys Fadog, apoyaba las aspiraciones independentistas del vecino Gwynedd bajo Owain Gwynedd, Llywelyn el Grande y Dafydd ap Llywelyn, reyes de Gwynedd, el reino del sur, Powys Wenwynwyn, tenía frecuentes enfrentamientos con Gwynedd. En 1267, los dos reinos de Powys prestaron homenaje al rey de Gwynedd Llywelyn el Último Rey como Príncipe de Gales. Pero Gruffudd ap Gwenwynwyn, Señor de Powys Wenwynwyn, cambió de alianza en 1274 y se exilió a Inglaterra. Regresó a Gales en 1276 después de la primera ocupación inglesa y en la definitiva campaña de 1282, las tropas de Gruffud fueron determinantes en la caída de Llywelyn cuando, junto a Roger Lestrange y Roger Mortimer, emboscaron y asesinaron al príncipe galés. Con la muerte de Llywelyn, Gales perdió definitivamente su independencia. Tras el Estatuto de Rhuddlan (1284) todos los títulos principescos de Gales fueron abolidos y Powys desapareció incorporado a los nuevos condados de Breconshire, Radnorshire, Montgomeryshire y parte de Denbighshire.

## Gobernantes de Powys
Reyes de Powys
- Casa de Gwertherion

- - Gwrtheyrn (Rex Vortigern)
- ca. 430–447 - Cadeyern Fendigaid, reputado hijo mayor de Gwrtheyrn,  bendecido por San Germán;
- ca. 447 - 460 - Cadell Ddyrnllwg
- ca. 480 - Rhyddfedd Frych
- ca. 500 - Cyngen Glodrydd
- ca. 530 - Pasgen ap Cyngen
- ca. 540 - Morgan ap Pasgen
- ca. 550 - Brochwel Ysgithrog
-  ? – 610 - Cynan Garwyn
- 610 – 613 - Selyf ap Cynan
- 613 - Manwgan ap Selyf
- 613 – ? - Eiludd Powys
- ca. 655 - Beli ap Eiludd
- 695? – 725 - Gwylog ap Beli
- 725 – 755? - Elisedd ap Gwylog
- 755? – 773 - Brochfael ap Elisedd
- 773 – 808- Cadell Powys
- 808 – 854 - Cyngen ap Cadell

- Casa de Manaw

- 854 – 878 -Rhodri Mawr de Gwynedd, heredado a través de su madre.
- 878 – 900 - Merfyn ap Rhodri
- 900 – 942 - Llywelyn ap Merfyn
- 942 – 950 - Hywel Dda, usurpador de la línea dinástica de Aberffraw;
- 950 – 986 - Owain ap Hywel Dda. Después de este pasó a ser gobernado por un miembro de la Casa de Dinefwr, estableciéndose la casa de Mathrafal.
- 986 – 999 - Maredudd ab Owain
- 999 – 1023 - Llywelyn ap Seisyll, hijo de Anghered de su primer marido. Anghered es la hija de Maredudd ab Owain.
- 1023 – 1033 - Rhydderch ab Iestyn
- 1033 – 1039 - Iago ab Idwal
- 1039 – 1063 - Gruffydd ap Llywelyn

- Príncipes de Mathrafal de Powys

- 1063 – 1075 - Bleddyn ap Cynfyn
- 1075 - 1103 - Iorwerth ap Bleddyn (parte)
- 1075 - 1111  - Cadwgan ap Bleddyn (parte)
- 1111 - 1116 - Owain ap Cadwgan (parte)
- 1116 – 1132 - Maredudd ap Bleddyn
- 1132 – 1160 - Madog ap Maredudd

- Historia posterior

- En 1160 Powys fue dividido en dos partes. La parte del sur se llamó Powys Wenwynwyn y fue gobernada inicialmente por Gwenwynwyn ab Owain Cyfeiliog ap Madog, mientras que la parte norte se llamó Powys Fadog y quedó bajo el gobierno de Madog ap Gruffydd Maelor ap Madog.

- Datos: Q769782
- Multimedia: Kingdom of Powys / Q769782